# 바버라 바크
바버라 바크(영어: Barbara Bach, 1946년 8월 28일 ~ )는 미국의 배우, 모델이다. 비틀즈의 드러머 링고 스타의 부인이다. 영화 《007 나를 사랑한 스파이》의 본드걸 아냐 아마소바 역으로도 유명하다.

## 참여 작품
- 007 나를 사랑한 스파이
- 나바론 요새 2